# Piotr Chlebowski
Piotr Chlebowski (ur. w 1799, zm. po 1868) – polski nauczyciel, pedagog i matematyk, nauczyciel Zygmunta Krasińskiego.

## Życiorys
Był synem Józefa, uczył się w Liceum Krzemienieckim, gdzie w 1818 roku wszedł do „Towarzystwa Uczniów Liceum Wołyńskiego ćwiczących się w porządnym mówieniu i pisaniu”, założonym przez władze szkolne i kuratora księcia Adama Jerzego Czartoryskiego.
Lata 1819–1820 spędził w Petersburgu starając się o pracę i planując rozpoczęcie studiów w Szkole Inżynierów.

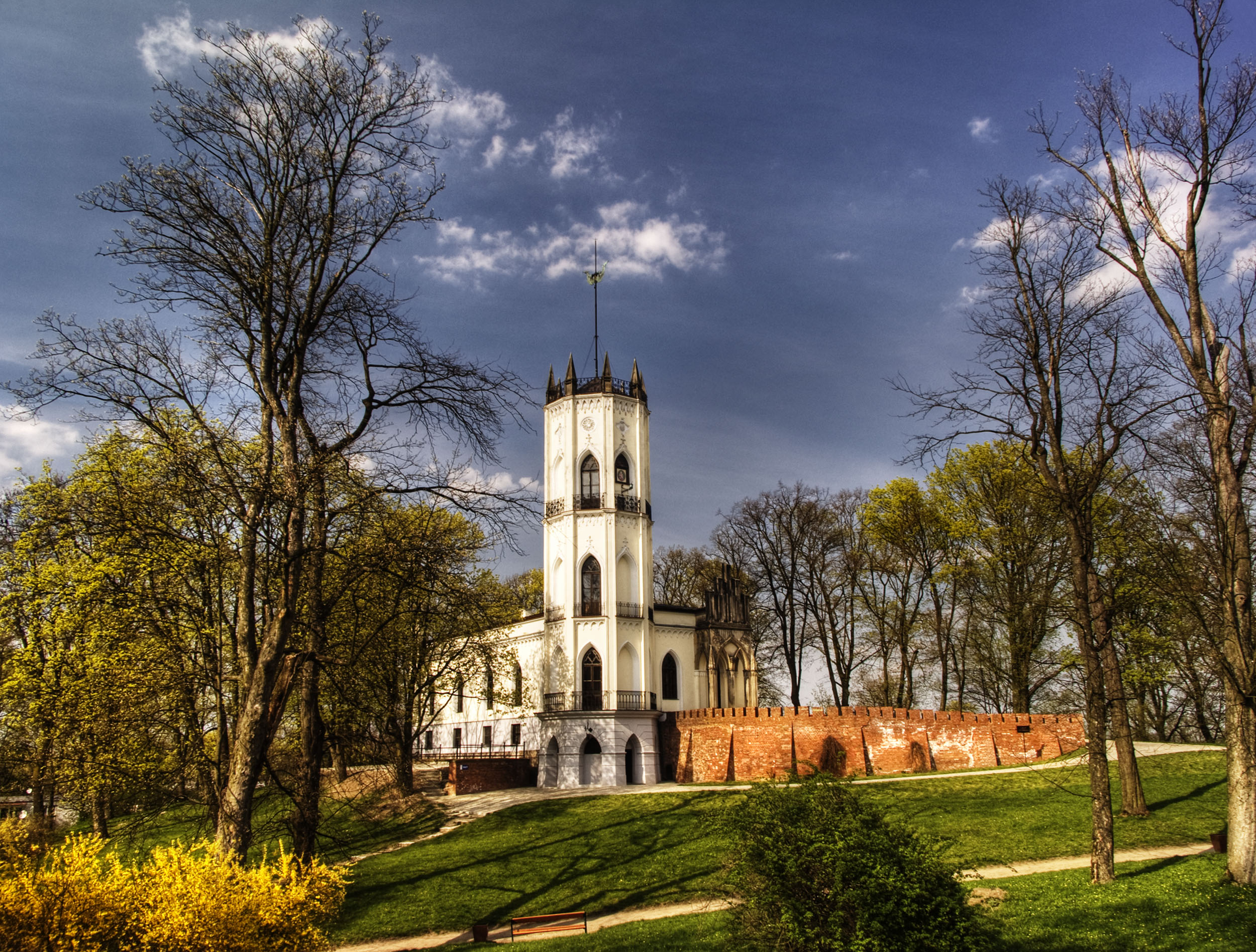
Neogotycki pałac Krasińskich w Opinogórze Górnej, gdzie przez kilka lat mieszkał Piotr Chlebowski

W sierpniu 1820 roku – namówiony przez Józefa Korzeniowskiego – objął po nim posadę nauczyciela Zygmunta Krasińskiego, który miał wówczas 8 lat. Kolejne 6 lat Chlebowski spędził w Opinogórze i Warszawie, w domu generałostwa Krasińskich, wychowując młodego poetę. Pod jego kierunkiem chłopiec uczył się historii, literatury, geografii, ekonomii, łaciny, greki, francuskiego, niemieckiego i arabskiego, arytmetyki, algebry. W 1822 roku wyjechał z nim w podróż do Dunajowiec (gdzie znajdował się pałac Krasińskich), jadąc przez Poryck i Krzemieniec (z tej podróży zachował się pamiętnik Krasińskiego). Jesienią 1825 roku trzynastoletni Zygmunt powtórnie wyjechał z guwernerem Chlebowskim na Podole. Tu „obserwował dolę chłopa i ubolewał nad ruskim chłopem uciśnionym przez możnych panów. Tu budziły się jego zainteresowania polityką, a zwłaszcza ruchami wolnościowymi”.
Po zdaniu przez Krasińskiego egzaminu do szóstej klasy Liceum Warszawskiego Chlebowski opuścił dom swego wychowanka. W listopadzie 1828 roku zatrudnił się jako praktykant w Sekcji Statystycznej Biura Komisji Rządowej Spraw Wewnętrznych i Policji. Po kolejnych awansach został Szefem Wydziału Administracji Ogólnej w Komisji Rządowej Spraw Wewnętrznych i Duchownych w Warszawie.
W 1846 roku został powołany na członka zawiązanego w 1845 roku Towarzystwa Geograficznego Rosyjskiego w Petersburgu.
Był lojalnym urzędnikiem rosyjskim. Dosłużył się rangi radcy dworu i wielu orderów.
Ożenił się z Marią Kuntze, z którą miał syna Jana (ur. w 1837 roku), również urzędnika Komisji Spraw Wewnętrznych.
Chlebowski wydał m.in.:
- przekład Gramatyki hebrajskiej L. A. Chiariniego (1826)
- przekład Jeometrii i mechaniki Karola Dupina (1827–8, 3 tomy, wspólnie z Antonim Tylmanem)
- przekład Słownika hebrajskiego L. A. Chiariniego (1829).